# Беверли, Джоу
Джо́зеф Бе́верли (англ. Joseph Beverley; 12 ноября 1856 — 21 мая 1897), более известный как Джо́у Беверли (англ. Joe Beverley) — английский футболист, защитник. Выступал за футбольные клубы «Блэкберн Олимпик» и «Блэкберн Роверс», также за национальную сборную Англии.

## Клубная карьера
Уроженец Блэкберна, Беверли начал футбольную карьеру в клубе «Блэкберн Олимпик», образованном в феврале 1878 года. Изначально выступал за клуб на позициях вратаря и центрфорварда, но начиная с сезона 1879/80 стал играть на позиции защитника.
В октябре 1882 года перешёл в «Блэкберн Роверс». В сезоне 1883/84 помог команде выйти в финал Кубка Англии, где «Роверс» обыграл шотландский клуб «Куинз Парк» со счётом 2:1.
После победы в Кубке Англии вернулся в «Блэкберн Олимпик», где играл последующие три сезона. В 1887 году вновь перешёл в «Блэкберн Роверс», в составе которого принял участие в первом сезоне Футбольной лиги. 15 сентября 1888 года дебютировал в Футбольной лиге, выйдя на позиции защитника в матче против «Аккрингтона» (матч завершился вничью со счётом 5:5). Он сыграл за «Роверс» 8 из 22 матчей в чемпионате, однако по завершении сезона завершил футбольную карьеру.

## Карьера в сборной
23 февраля 1884 года Беверли дебютировал за национальную сборную Англии в матче против сборной Ирландии. Это была первая в истории игра в рамках Домашнего чемпионата.
Беверли сыграл во всех трёх матчах турнира 1884 года, в которых англичане одержали две победы и потерпели одно поражение, однако в дальнейшем в сборную не вызывался.

#### Список матчей за сборную
| № | Дата            | Стадион                    | Соперник  | Результат | Турнир                  |
| - | --------------- | -------------------------- | --------- | --------- | ----------------------- |
| 1 | 23 февраля 1884 | «Баллинафей Парк», Белфаст | Ирландия  | 8:1       | Домашний чемпионат 1884 |
| 2 | 15 марта 1884   | «Кэткин Парк», Глазго      | Шотландия | 0:1       | Домашний чемпионат 1884 |
| 3 | 17 марта 1884   | «Рейскорс Граунд», Рексем  | Уэльс     | 4:0       | Домашний чемпионат 1884 |

Итого: 3 матча / 0 голов; 2 победы, 0 ничьих, 1 поражение.

## Достижения
«Блэкберн Олимпик»
- Обладатель Кубка Блэкберна: 1879, 1880
- Обладатель Благотворительного кубка восточного Ланкашира: 1882

«Блэкберн Роверс»
- Обладатель Кубка Англии: 1884
- Обладатель Большого кубка Ланкашира: 1883, 1884
- Обладатель Благотворительного кубка восточного Ланкашира: 1883

## Личная жизнь
В 1877 году женился на Мэрии Энн Габботт. У пары было пятеро детей.
21 мая 1897 года Беверли, работавший механиком, во время ремонта двигателя на фабрике получил смертельную производственную травму (множественные переломы черепа от падения цилиндра) и умер в медпункте. Ему было 40 лет.